# Neoibla atlantica
Neoibla atlantica is een rankpootkreeftensoort uit de familie van de Iblidae. De wetenschappelijke naam van de soort is voor het eerst geldig gepubliceerd in 1967 door Stubbings.